# کریستین آلوارز (بازیکن فوتبال، زاده ۱۹۸۵)
کریستین آلوارز (انگلیسی: Cristian Álvarez؛ زادهٔ ۱۳ نوامبر ۱۹۸۵) بازیکن فوتبال اهل آرژانتین است.
از باشگاه‌هایی که در آن بازی کرده‌است می‌توان به باشگاه فوتبال رایو وایکانو، باشگاه فوتبال رئال ساراگوسا، باشگاه ورزشی سن لورنسو آلماگرو، باشگاه فوتبال روساریو سنترال، و باشگاه فوتبال اسپانیول اشاره کرد.